# Künstliche Gensynthese
Die künstliche Gensynthese ist eine Methode der synthetischen Biologie, die verwendet wird um künstliche Gene im Labor zu erstellen. Basierend auf der Oligonukleotidsynthese, unterscheidet sie sich insofern von molekularer Klonierung und Polymerase-Kettenreaktion (PCR), als der Anwender keine bereits existierende DNA benötigt. Somit ist es möglich, ein komplettes, doppelsträngiges DNA-Molekül (synthetische DNA) ohne Einschränkungen in Sequenz oder Länge herzustellen. Die Methode wurde verwendet, um funktionsfähige, bakterielle Chromosomen, die in etwa eine Million Basenpaare enthielten, herzustellen.
Die erste Synthese eines kompletten Gens, eine Hefe-tRNA, wurde von Har Gobind Khorana und seinen Mitarbeitern 1972 vollbracht.
Die Synthesen des ersten peptid- beziehungsweise proteinkodierenden Gens wurden jeweils in den Laboren von Herbert Boyer und Alexander Markham durchgeführt.
Kommerzielle Gensyntheseaufträge werden inzwischen von zahlreichen Firmen weltweit bearbeitet, wobei einige sich speziell auf diesen Zweig der Genetik festgelegt haben.
Die derzeitige Herangehensweise der Gensynthese ist meistens eine Kombination aus organischer Chemie und molekularbiologischen Techniken, wobei es sein kann, dass ganze Gene „de novo“, ohne bestehende DNA-Vorlage, synthetisiert werden. Gensynthese ist in vielen Feldern der rekombinativen DNA-Technologie ein wichtiges Instrument geworden. Die Synthese von Nukleotidbasen ist oft ökonomischer als klassisches Klonieren oder Mutationsmethoden.

## Genoptimierung
Da die Möglichkeit, zunehmend längere DNA-Abschnitte akkurat und für immer geringere Preise herzustellen, immer mehr Nachfrage auf dem Gensynthesefeld hervorruft, wird immer mehr Aufmerksamkeit der Anpassung der Gene für spezielle Zwecke gewidmet. In der frühen Zeit der Genomsequenzierung wurde die Gensynthese als teure Quelle für cDNA verwendet. Diese wurde aus genomischer DNA oder partieller cDNA gewonnen, war aber schwierig zu klonieren. Als qualitativ höherwertige Quellen für cDNA aufkamen war diese Methode nicht mehr zwingend notwendig.
Große Mengen an Proteinen aus natürlich vorkommenden Gensequenzen oder zumindest der proteinkodierenden Region des Gens, dem offenen Leserahmen, zu gewinnen, kann oft schwierig sein. Dies ist ein Problem, welches Inhalt verschiedener wissenschaftlicher Konferenzen war.
Viele der von Molekularbiologen benötigten Proteine sind normal so reguliert, dass sie in Wildtyp-Zellen nur sehr geringfügig exprimiert werden. Durch angepasstes Design dieser Gene lässt sich die Genexpression in vielen Fällen verbessern. Aufgrund der Fehlertoleranz ist das Umschreiben des offenen Leserahmens bedingt möglich. So kann man bis zu einem Drittel der Basenpaare ändern, wobei nach wie vor das gleiche Protein produziert wird. Die Zahl möglicher Designs der DNA-Sequenz für ein bestimmtes Protein ist astronomisch. Für eine Proteinsequenz von 300 Aminosäuren gibt es über 10150 Codonkombinationen, die ein identisches Protein produzieren würden. Optimierungsmethoden, wie das Austauschen kaum verwendeter Codons durch eher übliche, haben manchmal drastische Wirkung. Des Weiteren können noch Optimierungen wie das Entfernen von Sekundärstrukturen genutzt werden. Im Fall von E. coli wird abschließend die Proteinexpression durch überwiegende Verwendung von Codons, passend zu tRNA, die Aminosäuren enthalten, die während Unterversorgung gespeichert werden, maximiert.
Zur Bewältigung der Komplexität der verschiedenen gleichzeitigen Optimierungen werden inzwischen Computerprogramme verwendet.
Ein gut optimiertes Gen kann die Proteinexpression um den Faktor 2 bis 10 verbessern. In manchen Fällen sind Verbesserungen um den Faktor 100 dokumentiert. Aufgrund der großen Anzahl von geänderten Nukleotiden ist die Gensynthese der einzig geeignete Weg, die umgeschriebenen Gene zu kreieren.

## Standardmethoden

### Chemische Synthese von Oligonukleotiden
Oligonukleotide können chemisch synthetisiert werden, indem in einer Phosphoramidit-Synthese Nukloeosid-Phosphoramidite miteinander zur Reaktion gebracht werden. Diese Bausteine liegen zunächst geschützt vor, d. h. an ihre Amine, Hydroxygruppen und Phosphatgruppen sind Schutzgruppen gebunden, die während der Oligonukleotidsynthese nicht reagieren und hinterher entfernt werden. In jedem Syntheseschritt wird jedoch die jeweils nächste 5'-Hydroxygruppe des Produkts entschützt, damit das nächste Phosphoramidit hinzugefügt und eine neue Base sich anlagern kann. Die Kette wächst vom 3' zu 5' Ende, also genau umgekehrt zur Biosynthese.
Da es sich um chemische Prozesse handelt, sinkt die Ausbeute an Oligonukleotiden mit der korrekten Sequenz mit der Sequenzlänge. Eine kleine Fehlerwahrscheinlichkeit in jedem Syntheseschritt summiert sich unweigerlich auf. Somit ist diese Technik eher zur Produktion von kurzen Sequenzen geeignet. Das augenblickliche Limit für Oligonukleotide mit ausreichender Qualität, die direkt für biologische Prozesse verwendet werden sollen, sind 200 bp. Mittels HPLC kann das Syntheseprodukt von falschen Sequenzen gereinigt werden.
Wird eine große Zahl unterschiedlicher Oligonukleotide gleichzeitig auf ein Trägermaterial (z. B. Glas) synthetisiert, nennt man das Produkt „Genchip“.

### Annealen von Oligonukleotiden
Normalerweise wird ein Satz individuell designter Oligonukleotide über automatisierte Solidphase-Synthesizer hergestellt, danach aufgereinigt und dann über spezifisches Annealing und Ligation oder Polymerasereaktion verbunden. Um das Annealing der Oligonukleotide zu verbessern, basiert der Syntheseschritt auf einer Kombination aus thermostabiler DNA-Ligase und einem Polymeraseenzym. Es sind heutzutage verschiedenste Methoden der Gensynthese beschrieben. Beispiele hierfür sind die Ligation von phosphorylierten überlappenden Oligonukleotiden,
die Fok I
und eine für die Gensynthese angepasste Form der Ligasekettenreaktion. Zusätzlich wurden einige PCR-Assembly-Herangehensweisen beschrieben.
Sie verwenden normalerweise Oligonukleotide mit der Länge von 40 bis 50 bp, die miteinander überlappen. Diese Oligonukleotide werden so designt, dass sie zusammen den Großteil der Sequenz beider Stränge abdecken. Das vollständige Molekül wird anschließend schrittweise über Overlap-Extension-PCR (OE)
über TBIO-PCR oder über kombinierte Methoden hergestellt.
Die übliche Größe synthetisierter Gene beträgt 600 bis 1.200 bp, obwohl schon wesentlich längere Gene durch Ligation von unter 1.000 bp langen Teilen erzeugt wurden. In dieser Größenordnung ist es nötig, für die einzelnen Teile jeweils mehrere mögliche Klone anhand automatisierter Sequenzierungsmethoden zu testen.

### Einschränkungen
Da darüber hinaus das Erzeugen des vollständigen Gens von der effizienten und der genauen Anordnung von langen, einzelsträngigen Oligonukleotiden abhängig ist, ergeben sich einige kritische Parameter für den Erfolg der Synthese: größere Sequenzregionen mit Sekundärstrukturen, die von eingeschlossenen Wiederholungen verursacht werden; außergewöhnlich hoher oder niedriger GC-Gehalt; sich wiederholende Strukturen. Normalerweise können diese Segmente eines Gens nur durch Aufteilen auf mehrere kleine Teile und anschließendes Zusammenfügen der einzelnen Teile erzeugt werden. Das führt wiederum zu wesentlicher Erhöhung des Zeit- und Arbeitsaufwands.
Das Ergebnis einer Gensynthese hängt stark von der Qualität der Oligonukleotide, die verwendet wurden, ab. Bei diesem auf Annealing basierenden Vorgehen wirken sich die Oligonukleotide direkt und exponentiell auf die Richtigkeit des Produkts aus. Alternativ muss, nachdem durch Gensynthese Oligonukleotide geringerer Qualität zusammengeführt wurden, mehr Aufwand betrieben werden, um die Qualität des Gens nachträglich zu sichern. Dies geschieht normalerweise durch Standardklonieren mit anschließender Transformation und Analyse der Klone durch Sequenzieren. Das ist allerdings ein zeitaufwändiger Prozess.
Ein weiteres Problem, das mit den üblichen Gensynthesemethoden auftritt, ist das häufige Vorkommen von Sequenzfehlern aufgrund der Verwendung von chemisch synthetisierten Oligonukleotiden. Als Folge davon fällt die Prozentzahl an richtigen Produkten mit steigender Anzahl verwendeter Oligonukleotide stark ab.
Das Mutationsproblem kann durch kürzere Oligonukleotide als Bausteine des Gens gelöst werden. Allerdings erfordern alle Assemblemethoden, dass die Primer in einem Gefäß zusammengegeben werden. Dadurch können kurze Überhänge nicht immer mit ihren komplementären Primern präzise und richtig annealen, was wiederum die Bildung des vollständigen Gens beeinträchtigt.
Manuelles Erstellen von Oligonukleotiden ist eine Laborpraxis und garantiert nicht zwingend die erfolgreiche Synthese des gewünschten Gens. Für ein optimales Ergebnis fast aller Annealings muss die Schmelztemperatur der überlappenden Regionen für alle Oligonukleotide ähnlich sein. Die notwendigen Primeroptimierungen sollten unter Verwendung spezialisierter Oligonukleotid-Designprogramme durchgeführt werden. Hierbei wurden schon einige Lösungen automatisiertem Primerdesigns für Gensynthese gefunden.

### Fehlerkorrigierende Verfahren
Paralleles Sequenzieren großer Oligobibliotheken wird als Mittel zur Auffindung passender Moleküle verwendet. Bei einem Verfahren werden Oligonukleotide auf einer 454 Pyrosequenzierplattform sequenziert und ein Robotersystem bildet die einzelnen Beads ab und wählt die zur Sequenz passenden aus.
Zunehmend werden auch ganze Sätze von Genen gefragter, mit untereinander ähnlichen Sequenzen oder mit verschiedenen Sequenzen, die nur wenige Basenpaar-Unterschiede haben. Nahezu alle der therapeutischen Proteine in der Entwicklung, wie monoklonale Antikörper, werden durch Testen zahlreicher Genvarianten zur verbesserten Funktion oder Expression optimiert.